# ماساناك كاكياما
ماساناگَ كاگًياما (باليابانية: 影山 雅永) (23 مايو 1967 في لواكي في اليابان – )؛ هو لاعب كرة قدم ياباني سابق كان يلعب كمدافع.

## وصلات خارجية
- ماساناك كاكياما على موقع الاتحاد الدولي (مؤرشف)  (الإنجليزية)
- ماساناك كاكياما على موقع رابطة كرة القدم اليابانية للمحترفين (اليابانية)
- ماساناك كاكياما على موقع قاعدة بيانات كرة القدم.إي يو (الإنجليزية)
- ماساناك كاكياما على موقع Soccerway.com (الإنجليزية)
- ماساناك كاكياما على موقع عالم كرة القدم.نت (الإنجليزية)